# Hornito

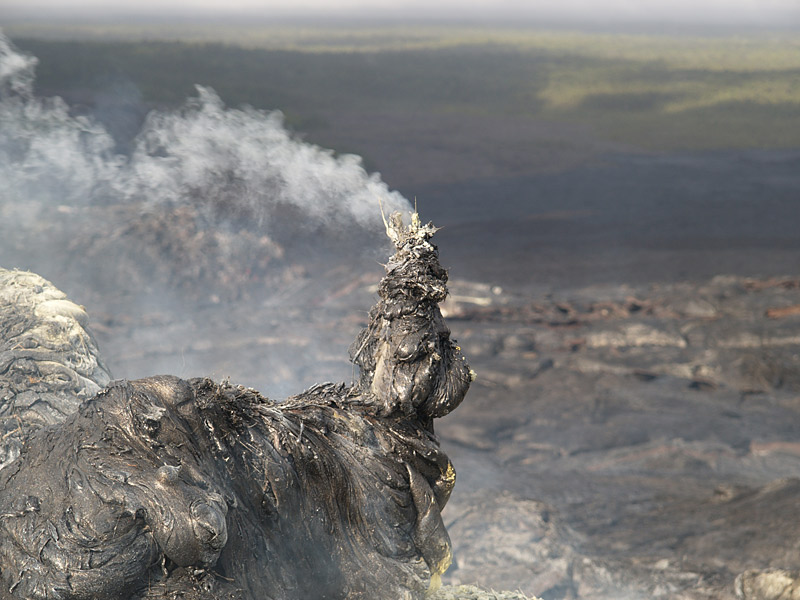
Hornito dans le Puʻu ʻŌʻō à Hawaii.

Un hornito est un renflement situé au toit d'une coulée volcanique, dû à l'expulsion de lave sous-jacente par de la vapeur d'eau en surpression sous la coulée de lave. Sorte de volcan miniature (mais dépourvu de cheminée volcanique), il prend souvent la forme d'un cône de dégazage pouvant atteindre plusieurs mètres de haut, formé à l'aplomb d'un évent par l'agglutination de lambeaux de lave chauds (parfois de scories), retombés encore liquides et soudés entre eux. Le terme de hornito est un diminutif du terme espagnol el horno, qui signifie littéralement en français « le four ».
Les remparts de scories soudées, de forme allongée, ont la même origine, mais résultent d'un dégazage plus faible.

## Galerie

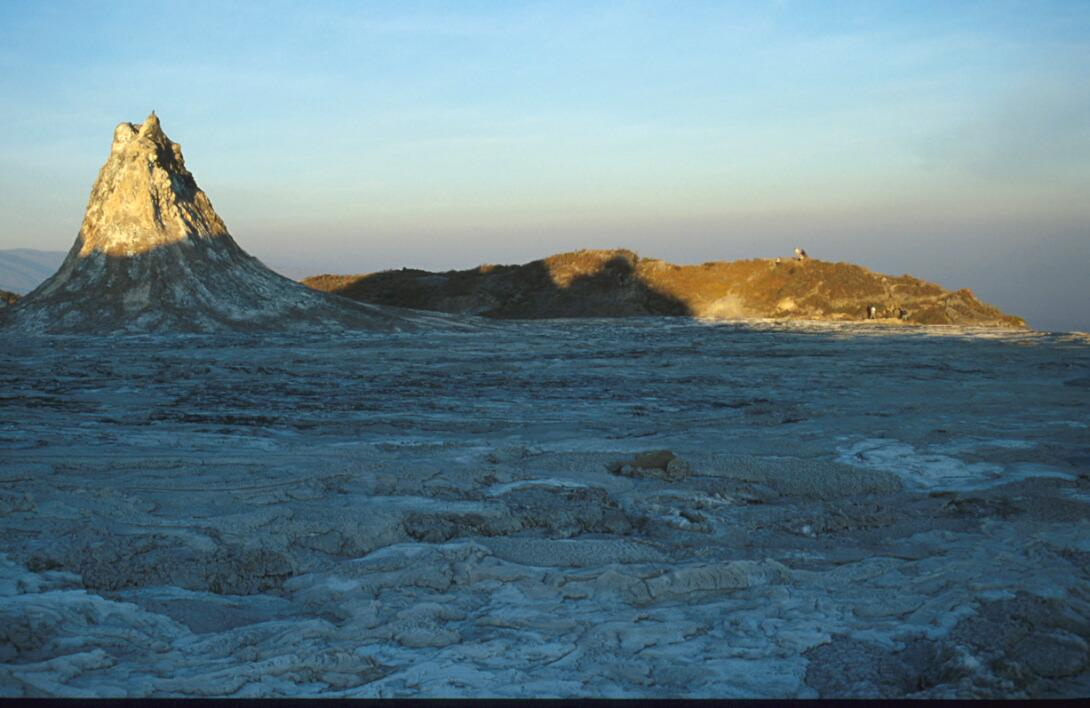
Hornito de carbonatite dans le cratère de l'Ol Doinyo Lengaï en Tanzanie.
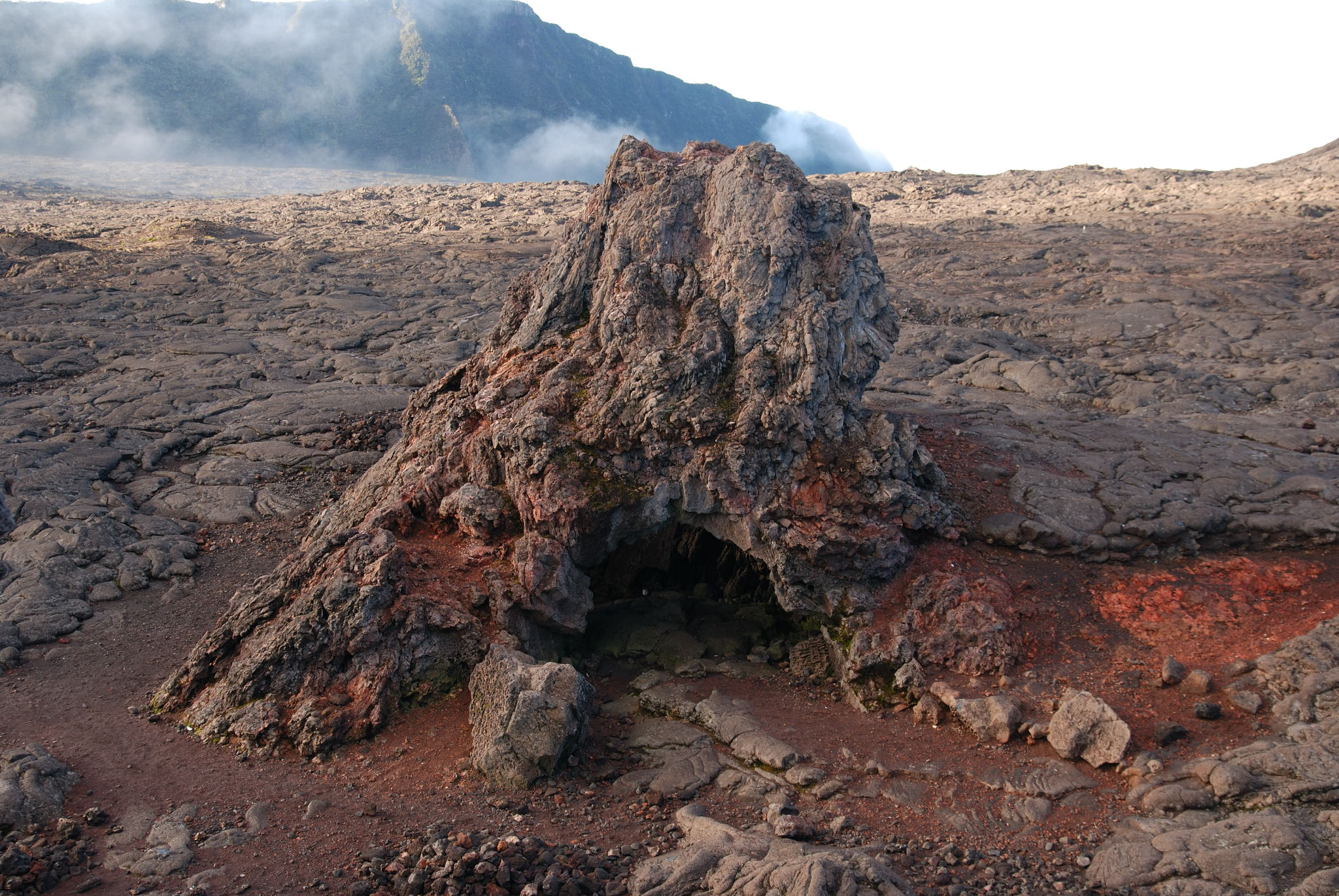
Hornito de scories soudées dans la caldera de l'Enclos Fouqué du Piton de la Fournaise sur l'île de la Réunion	.